# فیلمستادن (سینمای زنجیره‌ای)
فیلمستادن (سوئدی: Filmstaden) بزرگ‌ترین زنجیره سینما در سوئد است و در سال ۱۹۹۸ پس از تقسیم شرکت سوِنسک فیلم‌اینداستری به شرکت‌های اس‌اف و اس‌اف بیو تأسیس شد. این شرکت متعلق به گروه اروپایی اودئون سینماز گروپ است که از سال ۲۰۱۷ در مالکیت بزرگ‌ترین گروه سینمایی جهان، یعنی شرکت آمریکایی ای‌ام‌سی قرار دارد.
این شرکت در سال ۲۰۱۹ به دلیل فروش به سینماهای ای‌ام‌سی، در اداره ثبت شرکت‌ها با نام «فیلمستادن» نام‌گذاری مجدد شد.